# Santa Helena de Minas
Santa Helena de Minas es un municipio brasileño del estado de Minas Gerais. Localizado en la región del valle del río Mucuri, la ciudad posee una población estimada en 6.078 habitantes.
El municipio pertenece a la Comarca de Aguas Formosas. Su emancipación se dio el 21 de diciembre de 1995. 
El municipio de Santa Helena de Minas se destaca por albergar en su territorio la tribu de los indios Maxakali, últimos remanentes de las diversas tribus indígenas que habitaban el territorio de Minas Gerais. 